# Gaspačo
Gaspačo (šp. gazpacho; port. gaspacho) je hladna supa od paradajza tipična za Španiju i Portugal. U Španiji je posebno popularna u Andaluziji, a u Portugalu u Alentežou i Algarveu. Pravi se od zrelih paradajza, zelene paprike, krastavaca, belog luka, starog hleba koji se prethodno potopi u vodu, sirćeta i maslinovog ulja. U nekim krajevima se dodaje takođe i aleva paprika ili kim. Aleva paprika se dodaje ne toliko zbog ukusa koliko zbog boje. Služi se hladno.
Supa se može piti sama, ili joj se mogu dodati razni drugi sastojci, sitno iseckani na kockice - kuvano jaje, španski pršut, ili krastavac, paprika ili masline. Dodavanje pršuta je tipično za Ekstremaduru, gde se proizvodi prvoklasni pršut.
Pre 1492. godine, ova supa nije sadržala paradajz koji je donet sa američkog kontinenta. Originalan recept sadrži stari hleb, beli luk, maslinovo ulje, so i sirće. Od 1492. počeo se dodavati paradajz, mada u Andaluziji postoji više vrsta gaspača koje ne sadrže paradajz. Jedna vrlo popularna varijanta, tipična za Granadu i Malagu, je beli gaspačo ili ahoblanko koji sadrži bademe, hleb, beli luk, sirće i ulje.
Jedna od veoma poznatih varijanti je kordopski salmoreho, koji se pravi samo od paradajza, hleba i maslinovog ulja. Salmoreho je mnogo gušći od gaspača. Takođe se može jesti kašikom i dodaju mu se mrvice pršuta i kuvanog jajeta.
Sasvim druga stvar je mančanski gaspačo. Potiče iz Manče, ali je takođe popularan u drugim delovima centralne i jugozapadne Španije. Umesto hladne supe, to je toplo kuvano jelo. Glavni sastojci su meso (uglavnom zečetina), hleb i pečurke.

## Spoljašnje veze
- Recept(језик: српски)
- Recept (језик: енглески)
- Gazpacho Recept(језик: енглески)
- The Celluloid Pantry: Spiked Gazpacho and Women on the Verge of a Nervous Breakdown (Spain, 1988)(језик: енглески)